# Seitakivi
Seitakivi eller seitastenen är ett flyttblock i Pajala kommun som är försedd med en runristning utförd av den engelske ornitologen John Wolley mellan 1855 och 1857. Runristningen har formen av en ormslinga ihoprullad i spiral. Texten lyder "Vi är i land of Oskar frend of Viktoria of England. This holy saita with old(e) liats morak stil har let John Wolly of Matlokrit runs aftir Sevastopols fal" (Vi är i Oskars land, Viktoria av Englands vän. Denna heliga sten med gamla ristade märken lät John Wolly från Matlock rista runor efter Sevastopols fall).